# Loxioda lutealis
Loxioda lutealis là một loài bướm đêm trong họ Noctuidae.